# Anthony Payne
Pour les articles homonymes, voir Payne.
Anthony Payne est un compositeur et critique musical britannique né à Londres le 2 août 1936 et mort le 30 avril 2021. Son œuvre couvre l'ensemble des genres musicaux classiques, à l'exception de l'opéra.

## Biographie

### Formation
Ayant commencé à composer très jeune, Anthony Payne poursuit des études musicales à Dulwich College puis à l'Université de Durham.

### Œuvres
C'est à l'âge de 31 ans que Payne achève sa première œuvre significative, Phoenix Mass (1969). Celle-ci marque l'émergence d'un style original  que Payne a qualifié de « mélange entre le romantisme tardif anglais et l'avant-garde européenne des années 1960 ».
En 1976, il signe the World's Winter sur un texte d'Alfred Tennyson.
Parmi ses œuvres les plus célèbres figurent The Spirit’s Harvest (1985), Time’s Arrow (1990) et Visions and Journeys (2002), toutes trois œuvres de commandes pour la BBC. Cette dernière lui vaut le British Composer Award 2003, décerné par les auditeurs de BBC Radio 3.
Il compose également River Race (1990) pour le London Brass Virtuosi et Symphonies of Wind and Rain pour l'ensemble Endymion.
En tant que critique musical, il écrit pour The Times, The Daily Telegraph et The Independent. Il est également l'auteur d'un ouvrage sur Schönberg, paru chez Oxford University Press en 1968.
Payne a par ailleurs enseigné à l'Université de Cambridge, au Mills College et au Conservatoire de Nouvelle Galles du Sud et est membre du Royal College of Music.

### Travail sur la3esymphonied'Edward Elgar
En 1998, à l'initiative de la BBC, Payne présente une recomposition de la symphonie no 3 inachevée d'Edward Elgar. Payne fonde son travail sur les 136 pages de brouillon du compositeur, recueillis par son ami et biographe William Henry Reed.
La composition de Payne étend l'œuvre de 25 à 56 minutes et entremêle créations de Payne dans le style d'Elgar et notes originales de ce dernier. Les styles de Payne et d'Elgar se ressemblent tant que Warren Hoge du New York Times note que « même les auditeurs chevronnés ont éprouvé des difficultés pour dire où s'arrête l'un et où commence l'autre ».

### Style et influences musicales
Payne a cité parmi les compositeurs dont il se sent le plus proche Ralph Vaughan Williams, Frederick Delius et Edward Elgar. Il a affirmé se sentir « terriblement proche de Vaughn Williams » qu'il cite comme son « parrain musical ».

### Vie privée
Anthony Payne était marié à la soprano Jane Manning.